# Henry Nicholis
Henry Nicholis (ou Hendrik Niclaes, Henry Nichlaes, Heinrich Niclaes) (vers 1501 – vers 1580) est un mystique allemand et fondateur de la secte chrétienne Familia Caritatis. 

## Biographie
Nicholis est né en 1501 ou 1502 à Münster.
Enfant, il est gagné par des visions et, à l’âge de vingt-sept ans est accusé d'hérésie et condamné à de la prison. Vers 1530, il s'installe avec sa famille à Amsterdam, où il est emprisonné pour complicité dans la rébellion de Münster de 1534-1535.
Vers 1539, il fonde sa Familia Caritatis. En 1540, il s'installe à Emden, où il prospère en affaires pendant vingt ans, tout en se rendant aux Pays-Bas, en Angleterre et ailleurs avec des objectifs commerciaux et missionnaires. La date de son séjour en Angleterre est placée dès 1552 et aussi tard qu’en 1569. Ses activités en Angleterre contribuent aux controverses puritaines qui forment la toile de fond du règne de la reine Élisabeth Ire.
Nicholis espérait promouvoir une réforme religieuse plus large en Europe. Il travaille avec des amis puissants pour promouvoir le changement: Christophe Plantin, Abraham Ortel qui se fait appeler Ortelius, et le peintre de genre et caricaturiste politique Pieter Brueghel l'Ancien. Ses doctrines semblent avoir été influencées en grande partie de l’anabaptiste néerlandais David Joris.
La date de sa mort est inconnue; en 1579, il vivait à Cologne, et il est probable qu’il y mourut un an ou deux plus tard.

## Source
- (en) Cet article est partiellement ou en totalité issu de l’article de Wikipédia en anglais intitulé « Henry Nicholis » (voir la liste des auteurs).